# Joseph Elias Tawil
Joseph Elias Tawil (* 25. Dezember 1913 in Damaskus, Syrien; † 17. Februar 1999 in Newton, Massachusetts, USA) war Bischof der  Melkitischen Griechisch-Katholischen Kirche von  Newton.

## Leben
Joseph Elias Tawil wurde als eines von neun Kindern der Eheleute Elias und Malakie Tawil geboren. Die Mutter war eine geborene Salman, ihre Brüder waren Paolo Salman (Erzbischof von Petra und Philadelphia) und Clement Salman (Archimandrit in Jordanien). Die Familie des jungen Joseph war eine gläubige von der melkitischen Kirche geprägte Gemeinschaft.
Er begann sein Theologiestudium im St.-Anna-Seminar in Jerusalem, das Seminar und die angrenzende St. Anna-Kirche wird von den  Weißen Vätern geleitet. Am 20. Juli 1936 erhielt er die Priesterweihe und arbeitete  die nächsten sieben Jahre als Lehrer und später als Rektor am  Patriarchalkollege in Kairo. 1943 wurde er Präsident der bischöflichen Hochschule in Alexandria und 1952 zum Archimandrit ernannt.

## Bischofswürde
Am 29. August 1959 wurde Joseph Elias Tawil zum Weihbischof in Alexandria und Titularbischof von Myra dei Greco-Melkiti ernannt. Nach der offiziellen Bestätigung am 23. Oktober 1959 wurde er am 1. Januar 1960 vom Patriarchen von Antiochien Maximos IV. Kardinal Sayegh zum Bischof geweiht. Mitkonsekratoren waren der Weihbischof in Antiochien, Erzbischof Pierre Kamel Medawar, und Erzbischof Elias Zoghbi. Er leitete bis zu seiner Tätigkeit in den USA das Erzbistum Alexandria, sein Nachfolger in diesem Amt wurde Paul Antaki.
Am 30. Oktober 1969 erfolgte seine Ernennung zum Apostolischen Vikar des Apostolischen Exarchats der Vereinigten Staaten für die melkitischen Gläubigen und somit zum Nachfolger des ersten Apostolischen Vikars Justin Abraham Najmy BA, der im Vorjahr nach nur zweijähriger Amtszeit verstorben war. Am 28. Juni 1976 wurde er zum Erzbischof „pro hac vice“ und zum Bischof der neu gegründeten Eparchie Newton ernannt. Den Altersregelungen entsprechend wurde er am 2. Dezember 1989 in den Ruhestand versetzt und war bis zu seinem Tod am 17. Februar 1999 Altbischof von Newton. Er war Teilnehmer an allen Sitzungsperioden des  Zweiten Vatikanischen Konzils (1962–1965) und diente dem Patriarchen von Antiochien als persönlicher Berater.

## Bischofsweihen
Er weihte Nicolas James Samra zum Titularbischof von Gerasa, der das Amt des Weihbischofs in Newton übernahm.
Als Mitkonsekrator wirkte er bei folgenden Bischöfen mit:
- bei Gabriel Abou-Saada zum Titularerzbischof „pro hac vice“ von Caesarea in Palaestina dei Greco-Melkiti (Weihbischof in Jerusalem),
- bei Paul Achkar zum Erzbischof von Latakia in Syrien,
- bei Grégoire Haddad zum Titularbischof von Palmyra dei Greco-Melkiti (Weihbischof in Beirut und Jbeil),
- bei Nicolas Naaman SMSP zum Erzbischof von  Bosra und Hauran in Syrien,
- bei Paul Antaki zum Titularerzbischof von Nubia (Weihbischof in Antiochien),
- bei Maximos Salloum zum Erzbischof von Akka in Israel,
- bei John Adel Elya BS zum Titularbischof von Abila Lysaniae (Weihbischof in Newton),
- bei George Riashi BC zum Bischof von Saint Michael’s von Sydney in Australien und
- bei Ignatius Ghattas BS, seinem Nachfolger als Bischof von Newton.

## Hirtenbrief
Nach seinem Amtsantritt versandte er einen Hirtenbrief an die Angehörigen der melkitischen Kirche in den Vereinigten Staaten, der weltweit Beachtung finden sollte. Der zu Weihnachten 1970 veröffentlichte Brief trug den Titel „The Courage To Be Ourselves“ und erinnerte die Gläubigen des byzantinischen Ritus an ihre Traditionen, so wie sie die römisch-katholischen Christen lebten und ihre Kirche von dieser Vielfalt profitierten. Es bedürfe einer lebendigen Ostkirche, so schrieb er, denn mit der Treue zum Erhalt des Erbes kann der Glaube der Ostkirchen auch ein sehr wertvoller Dienst für die römische Kirche sein. Schließlich wünschte er sich und allen Gläubigen eine Wiedervereinigung der Kirchen des Ostens und des Westens.

## Aufbauarbeit in Newton
Obwohl Joseph Elias Tawil 1969 bei seinem Amtsantritt in Newton kein Englisch sprechen konnte, erlernte er die Sprache sehr schnell und brachte wichtige Entscheidungen auf den Weg. Schon 1971 errichtete er für die Diözesen eine Schule für  Diakone und berief einen Pastoralrat. Es folgten in kurzen Abständen die Gründungen eines Kommunikationsbüros, einer nationalen melkitischen Jugendvereinigung und einer Ausbildungseinrichtung. Zum Kommunikationsbüro, einer Einrichtung zur Öffentlichkeitsarbeit, gehörte auch der eigene Verlag „Sophia Press“, der für die Eparchie Newton Bücher und Zeitschriften veröffentlichte. 1977 konnte der Aufbau der Verwaltung abgeschlossen werden, die Diözese verfügte nun über acht neue Pfarreien und fünf Missionsstationen. Bischof Tawil weihte 26 Priester und 23 Diakone und war der Befürworter und Förderer des Klosters für Ordensfrauen in Danburry (Connecticut).

## Werke
Bischof Tawil veröffentlichte mehrere Bücher in Arabisch und Englisch, seine bedeutendsten Werke sind:
- The Patriarchate of Antioch Throughout History: An Introduction. (Sophia Press)
- Saint Basil the Great. (Sophia Press)
- The Sacraments of Christian Initiation. (Theobooks)